# Cementerio de Riverside
El Cementerio de Riverside (en inglés: Riverside Cemetery) fue fundado en 1876, en Denver, se trata del cementerio de funcionamiento más antiguo en Colorado, Estados Unidos. Más de 67.000 personas están enterradas allí, entre ellos 1000 veteranos.
El cementerio de Riverside ocupa un sitio de 77 acres (310.000 metros cuadrados) entre el Bulevar Brighton y la orilla oriental del río South Platte, a unos 4 kilómetros aguas abajo del centro de Denver, Colorado. La mayoría del cementerio de Riverside se encuentra en el condado de Adams, Colorado. Sin embargo el resto del cementerio, la entrada de los cementerios y un edificio administrativo, están dentro de la ciudad y condado de Denver. 
Riverside originalmente era propiedad de la Asociación del Cementerio Riverside desde su fundación en 1876 hasta 1900, cuando los activos de la asociación fueron trasladados a la Asociación del cementerio Fairmount (actualmente conocida como Fairmount Cemetery Company). A finales de 2000, Fairmount Cemetery Company, junto con miembros de la comunidad crearon la Fundación del Patrimonio Fairmount para ser un recurso educativo para la comunidad y para proteger y preservar la herencia de las propiedades de la empresa: el cementerio Riverside y el cementerio Fairmount.